# Lamassa Bay
Lamassa Bay (in der deutschen Kolonialzeit Lamassabucht oder auch Carterethafen, englisch: Carteret-Harbour genannt) ist eine weite Bucht an der Südwestküste der Insel Neuirland in der gleichnamigen Provinz von Papua-Neuguinea. Sie ist damit Teil der Salomonensee des Pazifischen Ozeans.
Die Bucht ist etwa 8 Kilometer breit und reicht nur bis zu 2 Kilometer tief ins Land hinein. Mehrere jungeruptive Inseln liegen vor der Bucht und bilden eine natürliche Barriere und innerhalb der Bucht mehrere geschützte Ankerplätze, so etwa Port Sulphur und Lak Lak Bay. Im Norden begrenzt ein durch die Mündung des Jaulu River gebildeter Landvorsprung mit den Siedlungen Lamassa und Lamassa Hamlets die Bucht, im Süden das Cape Waum.
Nach regionaler Verwaltungsgliederung gehört die Bucht zum Konoagil Rural LLG (Local-Level Government).